# Katja K
Katja Kean née  Sussi La Cour le 7 février 1968 à Frederiksberg, est une actrice pornographique danoise.

## Biographie
Sa sœur, Jeanette La Cour, travaillait comme modèle photo. Elle a commencé sa carrière relativement tard, à 29 ans, en 1997, sous le pseudonyme de Katja Kean. Une famille danoise portant le même nom s'étant plainte, elle le changea en Katja K.
Elle a fait des films pour les productions Private, Wicked Pictures, Sin City…
Après avoir arrêté dans cette voie en 2000, elle a continué à être populaire dans son pays en jouant dans la sitcom Langt fra Las Vegas, et a joué parfois au cinéma. Elle a aussi tenté sa chance dans la chanson, et plus récemment lancé une ligne de lingerie.

## Récompenses et nominations
- 2000 : AVN Award nommée pour le Best New Starlet

## Filmographie partielle
- Consenting Adults (2000)
- Private Casting X 21: Kata Lynn (2000)
- Virtuoso (2000)
- Watchers (2000)
- The Best by Private 18: Blondes on Fire (2000)
- Lipstick (2000)
- Private Black Label 15: Indiana Mack - Sex in the Jungle (2000)
- Pink Prison (1999)
- Midas Touch (1999)
- Private Gold 30: Fatal Orchid 1 (1999)
- Pin-Ups (1999)
- Ritual (1999)
- Pretty Girls (1999)
- Blondes (1999)
- Under Dressed (1999)
- Escorts (1999)
- Sex Slider (1999)
- Flesh for Fantasies (1999)
- The Best by Private 16: Cumshot De Luxe 2 (1999)
- Millenium (1999)
- Private Gold 31: Fatal Orchid 2 (1998)
- Triple X Files 6: Do You Know Katja Kean? (1998)
- Private Black Label 2: That'$ Life 2 (1998)
- Private Black Label 1: That'$ Life (1998)
- Constance (1998)
- Private Solid Gold One (1997)
- Nordiska nybörjare 3 (1997)